# Мерлиновка (Нижегородская область)
Мерлиновка — село в Лукояновском районе Нижегородской области. Входит в Тольско-Майданский сельсовет.

## География
Расположено в семи километрах от города Лукоянов. 

## История
Село было основано помещиком Плакидой Мерлиным в конце XVI века, было известно производством кашемировых шалей.

## Население
| 2002 | 2010 |
| ---- | ---- |
| 239  | ↗252 |